# 多桑の純萃年代
《多桑の純萃年代》，官方英語名The Age of Innocence，是2016年中視八點檔連續劇，東映製作與艾迪昇傳播聯合攝製，為臺灣時代劇。由石峰、李運慶、連靜雯、小薰、尹昭德、陳霆、茵芙、高山峰、梁正群、阿諾領銜主演。於2015年4月23日開拍，11月23日殺青，耗時八個月拍攝。2016年10月12日起於中視主頻、中天娛樂台聯合首播。本劇描述百年醬油世家面臨傳承給下一代，造成家族、兄弟之間的爭執的故事。台灣OTT平台LiTV 線上影視上架播出。

## 播出時間
以下時間以當地時間（台灣時間）為準

### 首播
| 頻道       | 所在地   | 播放日期                      | 播放時間                |
| ---------- | -------- | ----------------------------- | ----------------------- |
| 中視主頻   | 中華民國 | 2016年10月12日-2016年12月27日 | 每週一至週五20:00-21:00 |
| 中天娛樂台 | 中華民國 | 2016年10月12日-2016年12月27日 | 每週一至週五21:00-22:00 |
| KBS World  | 全球地區 | 待定                          | 星期六、日 13:00-15:00  |

### 重播
| 頻道        | 所在地   | 播放日期       | 播放時間                 |
| ----------- | -------- | -------------- | ------------------------ |
| 中視主頻    | 中華民國 | 2016年10月12日 | 每週一至週四 23:00-00:00 |
| 中視主頻    | 中華民國 | 2016年10月13日 | 每週一至週五 04:00-05:00 |
| 中視主頻    | 中華民國 | 2016年10月13日 | 每週一至週五 13:00-14:00 |
| 中視主頻    | 中華民國 | 2016年10月15日 | 每週六 00:00-01:00       |
| 中天娛樂台  | 中華民國 | 2016年10月13日 | 每週一至週五 08:00-09:00 |
| 中天娛樂台  | 中華民國 | 2016年10月13日 | 每週一至週五 12:00-13:00 |
| 中天娛樂台  | 中華民國 | 2016年10月13日 | 每週一至週五 20:00-21:00 |
| 中天綜合台  | 中華民國 | 2016年10月13日 | 每週一至週五 17:00-18:00 |
| Astro全佳HD | 马来西亚 | 2017年10月7日  | 每天 07:30-08:30         |
| Astro全佳HD | 马来西亚 | 2017年10月7日  | 每天 15:00-16:00         |

## 演员表

### 高家（高家酱油）
| 演员               | 角色             | 昵称/关系/职业 | 登场集数                                                                             |
| 石峰胡涛(青年)     | 高林天佑/60-80岁 | 天佑 高阿雪之夫、高大树-林文富之父、何美琴之公公、赵子盛-高敏秀-高敏晖-林尚杰-高敏君之祖父、叶心语-叶心菲之祖公、高敏敏之养祖父、高敏敏-林宇晨之曾祖父、吴青山之友 于30集因吴名升买下高家祖厝而搬离，于40集涉及赵建成受伤案件而投案入狱，于55集因申请保外就医且已买回高家祖厝而搬回 | 1-25，29-32，40-41，55                                                               |
| 张诗盈(青年)       | 高阿雪           | 阿雪 高林天佑之亡妻、高大树-林文富之母、何美琴之婆婆、赵子盛-高敏秀-高敏晖-林尚杰-高敏君之祖母、叶心语-叶心菲之祖婆、高敏敏之养祖母、高敏敏-林宇晨之曾祖母 已去世、在于临终前仍然挂念文富 | 1                                                                                    |
| 尹昭德             | 高大树/34岁-50岁 | 大树 何美琴之夫、孟玉莲之前男友、赵子盛-高敏秀-高敏晖-高敏君之之父、高敏敏之养父-祖父、叶心菲之公公、高林天佑-高阿雪之子、林文富之兄、林尚杰-叶心语之伯父、林宇晨之伯公、吴雅琪-何磊之姑丈 于30集因欠债而吴名升买下高家祖厝并搬离，于44集得知子盛的身世，于50集因子盛为保护而身亡导致精神崩溃并被家人送往疗养院医疗，于55集因痊愈并出院且因已买回高家祖厝并搬回                                                                                              | 1-32，34-44，49-50，55                                                               |
| 梁正群尉庭恺(童年) | 赵子盛/30岁      | 子盛 高敏秀之前男友、高林天佑-高阿雪之孙、高大树-孟玉莲之子、赵建成-孟玉梅之养子、高敏秀-高敏晖-高敏君同父异母之兄、高敏敏之养大哥-伯父、林文富之大侄子、林尚杰之大堂兄、林宇晨之大堂伯父、孟玉梅之姨甥 于43集因孟玉莲告知而得知为高大树的亲生儿子及跟高敏秀为同父异母姐弟，于49集为保护高大树而被阿国开枪打伤，于50集送医不治而跟家人交代遗言就身亡 | 3-13，15，17-18，21， 23-25，27-32，36-44，49-503-4(童年)                            |
| 谢琼煖             | 何美琴/32-48岁   | 美琴 高大树之妻、吴名升异父同母之妹、吴雅琪-何磊之姑姑、高敏秀-高敏晖-高敏君之母、高敏敏之养母-祖母、叶心菲之婆婆、高林天佑-高阿雪之大媳妇、林文富之嫂、林尚杰-叶心语之伯母、林宇晨之伯婆 于19集因私藏林尚杰的信而被赶出高家、于22集因敏敏的出生而搬回高家祖厝、于30集因吴名升买下高家祖厝而搬离、于55集因买回高家祖厝而搬回 | 1-32，34-44，47-48，50，52-53，55                                                    |
| 连静雯卢以恩(童年) | 高敏秀/30岁      | 敏秀 赵子盛之前女友-同父异母之妹、高林天佑-高阿雪之孙女、高大树-何美琴之女、高敏晖-高敏君之姐、高敏敏之养姐-大姑姑、林文富之大姪女、林尚杰之堂姐、林宇晨之堂大姑、吴名升之大外甥女、吴雅琪之表姐 于30集因吴名升买下高家祖厝而搬离、于43集得知跟赵子盛为同父异母姐弟并分手。于48集辞掉农会信用部的工作在家里帮忙制作酱油。于55集因买回高家祖厝而搬回 | 4-25，27-44，48-50，52-551-4(童年)                                                   |
| 高山峰李富群(童年) | 高敏晖           | 敏晖 叶心菲之夫、高敏敏之父-养二哥、高林天佑-高阿雪之孙、高大树-何美琴之子、赵子盛同父异母之弟、高敏秀之弟、高敏君之兄、林文富之二侄子、林尚杰之二堂兄、吴名升之外甥、吴雅琪之表哥、叶定昌-沈世芳之女婿、叶家翰之二姐夫、叶志玲之二姪女婿 于21集因伤害致死罪入狱，10年后假释出狱。于30集因吴名升买下高家祖厝而搬离。于45集向叶心菲求婚而被拒绝。于48集去台东某偏乡小学当棒球教练，因赵子盛过世偶尔回高家。于55集跟叶心菲结婚且二度怀孕，因买回高家祖厝而搬回 | 4-22，24-27，29-31，35-38， 40-43，45，47-48，50，52，54-55 1-4，22(大樹的回憶)-童年 |
| 阿诺彭若仪(童年)   | 叶心菲           | 心菲 高敏晖之妻、高敏敏之母、叶定昌-沈世芳之女、叶心语之妹、叶家翰之姐、叶志玲之二姪女、高林天佑-高阿雪之孙媳妇、高大树-何美琴之媳妇、高敏君之二嫂、林文富之二侄媳妇、林尚杰之二堂嫂、吴名升之外甥媳妇、吴雅琪之表嫂 于20集跟醉酒的高敏晖发生性关系而怀上高敏敏，于22集在于生下。于36集跟高敏敏相认。于55集跟高敏晖结婚且二度怀孕 | 4-13，15-22，34-38， 45-47，50，52，54-551-4(童年)                                   |
| 何洁柔             | 高敏敏           | 敏敏 高林天佑-高阿雪之曾孙女-养孙女、高大树-何美琴之孙女-养女、叶定昌-沈世芳之外孙女、高敏晖-叶心菲之女、 | 22(嬰兒)，23-25，29-31， 34-39，41-42，45，55                                        |
| 趙又潔             | 高敏君           | 高家最小的女兒。 | 5-6，9-11，14，16-17，19-20                                                          |
| 孟昭希 (幼年)      | 高敏君           | 高家最小的女兒。 | 1-3                                                                                  |
| 陳霆               | 林文富 （古海）  | 男，高家次子。從小因為姓氏的不同，讓個性變得憤世嫉俗。目前還活著。第52集回台灣辦生昇集團所舉辦手工醬油大王講座，但意外遇見林尚傑但不認他。最後兩人相認 | 1-3，52-55                                                                           |
| 李運慶             | 林尚傑           | 男，28歲，林文富之子，為林家長子。從小就沒有見過母親，是由阿公高林天佑一手帶大，一直承受他人異樣眼光。于22集十年前失蹤後到美國念書，目前已經回來台灣。後為吳雅琪之夫（最後離婚）。第52集意外遇見其父。于55集兩人相認。最后与心语结婚。 | 4-34，36-55                                                                          |
| 沈昶宏 （童年）    | 林尚傑           | 男，28歲，林文富之子，為林家長子。從小就沒有見過母親，是由阿公高林天佑一手帶大，一直承受他人異樣眼光。于22集十年前失蹤後到美國念書，目前已經回來台灣。後為吳雅琪之夫（最後離婚）。第52集意外遇見其父。于55集兩人相認。最后与心语结婚。 | 1-4                                                                                  |
| 小薰               | 葉心語           | 女，28歲，葉家長女。從小就相當有主見，對於自己認定的人事物，總是不顧一切地追尋。已經辭掉法律服務中心的工作。目前已經生下寶寶，寶寶患有白血病，而後已治癒。最后与尚傑结婚。 | 4-42，44-55                                                                          |
| 王詩涵 （童年）    | 葉心語           | 女，28歲，葉家長女。從小就相當有主見，對於自己認定的人事物，總是不顧一切地追尋。已經辭掉法律服務中心的工作。目前已經生下寶寶，寶寶患有白血病，而後已治癒。最后与尚傑结婚。 | 3-4                                                                                  |

#### 葉家
| 演員   | 角色           | 介紹                                                                        | 登場集數                                               |
| 庹宗華 | 葉定昌         | 男，30-57歲，外省第二代，葉家大家長。研發醬油的大學教授。目前因腦瘤而過世。 | 6-7，11-15，20-22，24-27， 31，33-35，37，39-40，44-47 |
| 蘇意菁 | 沈世芳         | 葉定昌之妻。已因車禍死亡。                                                  | 6，13-15，20                                           |
| 何智仁 | 葉家翰（童年） | 葉心語跟葉心菲弟弟。目前在美國。                                            | 6，10，20-22                                           |
| 林如琦 | 葉志玲         | 教務主任；葉心語、葉心菲之姑姑。                                            | 5，7-11，19-20，23                                     |

#### 吳家
| 演員          | 角色   | 介紹 | 登場集數                                          |
| 蘇炳憲        | 吳名昇 | 男，吳雅琪之父。是個相當成功的生意人，政商關係良好。目前過了十年後回來台灣，無法無天喪心病狂，目前因為悔恨自己的所作所為已經自首。                                                    | 1-3，5-16，18-19，23-24， 26，28-33，36-41，44-51 |
| 林美貞        | 章美瑜 | 女，雅琪之母。優雅又有氣質的上流社會貴婦。目前因為跟吳名昇吵架所以回美國。 | 8-11，15-16，18-19， 23-24，28-33，37，40，44-46  |
| 茵芙          | 吳雅琪 | 女，28歲，與高敏秀、葉心語、葉心菲是姊妹淘。從小體弱多病，吳名昇唯一的獨生女。十年後已經從美國留學回來台灣，在美國遇見Leo林尚傑，而後與林尚傑結婚。最後兩人離婚。最后决定跟陳磊结婚。 | 4-5，7-16，23-34， 37-39，41，44-55               |
| 吳若湄 (童年) | 吳雅琪 | 女，28歲，與高敏秀、葉心語、葉心菲是姊妹淘。從小體弱多病，吳名昇唯一的獨生女。十年後已經從美國留學回來台灣，在美國遇見Leo林尚傑，而後與林尚傑結婚。最後兩人離婚。最后决定跟陳磊结婚。 | 3-4                                               |
| 鍾政均        | 陳磊   | 社工，葉心語國小同學，曾喜歡葉心語。最后决定和雅琪结婚。 | 26-28，30-35，39-41，45-52，54                    |

#### 趙家
| 演員   | 角色   | 介紹                                                                                               | 登場集數                                                 |
| 謝其文 | 趙建成 | 男，趙家家長。 做為一名警察，趙建成以身為人民保姆為榮。因車禍導致腦部受傷，行為舉止像個小孩子。    | 1，3-4，7-8，10-13，15，20， 22-23，29，37-38，40-43，50 |
| 謝麗金 | 孟玉梅 | 女，趙建成之妻。嫁給趙建成之後，兩人共組了一個小康之家，她的丈夫是一名人人敬重的警察。高記前員工。 | 1，3，6-15，18-19，22， 24，26，29，38，40-43，50        |

### 其他演員
| 演員   | 角色   | 介紹                         | 登場集數                              |
| 陳萬號 | 阿國   | 警察。目前已經自盡。         | 3，9，11，17，21-22，37，40-41，49-50 |
| 胡樂   | 林目白 | 綽號白目林，高敏暉的死對頭。 | 3-5，10-11，13，17-18，20             |
| 依美蓁 | 阿滿姊 | 高家員工。                   | 3，6，10，12-15，22，24，26           |
| 廖怡禎 | 素珠   | 高家員工。                   | 3，6，10，12-15，22，24，26           |

### 客串演出
| 演員   | 角色        | 介紹                                                                                       | 登場集數                |
| 王道南 | 阿雪父      | 高林天佑之岳父，要高林天佑傳承「傳子不傳賢」的道理。                                       | 1                       |
| 劉福助 | 阿松師      | 總鋪師                                                                                     | 1-3，5，9，11-14，23-25 |
| 楊麗音 | 房東太太    | 林文富的房東。                                                                             | 1                       |
| 林煒   | 陳教練      | 七小福的棒球教練。                                                                         | 3-5，8，10-11           |
|        | 家惠        | 咖啡廳員工。                                                                               | 13-15                   |
|        | 婷婷        | 高敏暉前任女友。                                                                           | 15，17                  |
|        | 安安        | 高敏暉前任女友。                                                                           | 18                      |
|        | 外國人-MARK | 是吳名昇在機場撞見的外國人，也是林尚傑在旅館外用電話聯絡的神秘人。                         | 23                      |
|        | 陳議員      | 是吳名昇行賄的議員。                                                                       | 29                      |
|        | 許教練      | 以前是高敏暉的打擊教練                                                                     | 47                      |
|        |             | 衛福部檢疫官員，吳名昇曾向其行賄。                                                         | 49                      |
| 魏文良 | 楊國華      | 生昇集團董事兼副總經理，而後因賤賣該集團旗下部份公司(但他有一項秘密計畫)疑似跟林文富有關聯 | 51-54                   |
|        | 何董        | 生昇集團吳名昇夥伴，而後被楊國華開除                                                       | 53                      |

## 電視劇歌曲
| 曲別   | 歌名       | 演唱者 | 作詞          | 作曲   |
| 片頭曲 | 多桑       | 李婭莎 | 梁正輝 林佩蓉 | 梁正輝 |
| 片尾曲 | 飛翔       | 李婭莎 | 林佩蓉        | Ruby   |
| 插曲   | 西施       | 李婭莎 |               |        |
| 插曲   | 請答應我   | 李婭莎 |               |        |
| 插曲   | 逗陣的     | 李婭莎 |               |        |
| 插曲   | 明知故問   | 李婭莎 |               |        |
| 插曲   | 爸爸的腳印 | 李婭莎 |               |        |
| 插曲   | 我住台北   | 李婭莎 |               |        |
| 插曲   | 騷         | 李婭莎 |               |        |
| 插曲   | 花香       | 李婭莎 |               |        |
|        | 我的委屈   | 賴琇中 | 梁正輝        | 梁正輝 |

## 收視率

### 中視首播
| 週數       | 播映日期                       | 集數       | 平均收視率 | 收視排名                                                                           | 備註                                                                  |
| ---------- | ------------------------------ | ---------- | ---------- | ---------------------------------------------------------------------------------- | --------------------------------------------------------------------- |
| 1          | 2016年10月12日－2016年10月14日 | 1-3        |            | 春花望露：5.30 甘味人生：3.31 美好年代：1.52 加油！美玲：1.13 螺絲小姐要出嫁：未知 | 10月11日20:00～20:30美好年代最終回播畢後接續播出 多桑の純萃年代搶先看 |
| 2          | 2016年10月17日－2016年10月21日 | 4-8        |            | 春花望露：5.20 甘味人生：3.16 加油！美玲：1.14 螺絲小姐要出嫁：未知                |                                                                       |
| 3          | 2016年10月24日－2016年10月28日 | 9-13       |            | 春花望露：5.17 甘味人生：3.25 加油！美玲：0.89 獨家保鑣：0.80 螺絲小姐要出嫁：未知 |                                                                       |
| 4          | 2016年10月31日－2016年11月4日  | 14-18      |            | 春花望露：3.65 甘味人生：3.49 獨家保鑣：0.98 加油！美玲：0.85                      |                                                                       |
| 5          | 2016年11月7日－2016年11月11日  | 19-23      |            | 春花望露：3.59 甘味人生：3.30 獨家保鑣：0.96 加油！美玲：0.86                      |                                                                       |
| 6          | 2016年11月14日－2016年11月18日 | 24-28      |            | 春花望露：4.56 甘味人生：3.37 獨家保鑣：1.04 加油！美玲：0.96                      |                                                                       |
| 7          | 2016年11月21日－2016年11月25日 | 29-33      |            | 春花望露：4.59 甘味人生：3.57 獨家保鑣：1.18 加油！美玲：1.11 700歲旅程：0.81      |                                                                       |
| 8          | 2016年11月28日－2016年12月2日  | 34-38      |            | 春花望露：4.58 甘味人生：3.56 獨家保鑣：1.22 700歲旅程：                           |                                                                       |
| 9          | 2016年12月5日－2016年12月9日   | 39-43      |            | 春花望露：4.53 甘味人生：3.32 獨家保鑣：1.20 700歲旅程：0.84                       |                                                                       |
| 10         | 2016年12月12日－2016年12月16日 | 44-48      |            | 春花望露：4.47 甘味人生：3.32 獨家保鑣：1.22 700歲旅程：0.93                       |                                                                       |
| 11         | 2016年12月19日－2016年12月23日 | 49-53      |            | 春花望露：4.31 甘味人生：3.79 獨家保鑣：1.08 700歲旅程：1.04                       |                                                                       |
| 12         | 2016年12月26日－2016年12月27日 | 54-55      | 1.05       | 4 春花望露：4.21 甘味人生：3.81 獨家保鑣：1.30 700歲旅程：1.02 讓愛飛揚：0.69      |                                                                       |
| 平均收視率 | 平均收視率                     | 平均收視率 |            | -                                                                                  | -                                                                     |

- 同時段節目：
  - 三立：
    - 三立台灣台：《甘味人生》
    - 三立都會台：《螺絲小姐要出嫁》／《獨家保鑣》

  - 台視：《加油！美玲》／《700歲旅程》
  - 民視：《春花望露》
  - 華視：《芈月傳（重播）》／《琅琊榜》
  - 大愛：《阿寬》／《蘇足》
  - 八大綜合台：《終極遊俠》／《終極惡女（重播）》／《終極三國》
- 由AC尼爾森調查，調查範圍是四歲以上收看電視之觀眾。
- 資料來源：台灣-偶像劇場（页面存档备份，存于）、凱絡媒體週報（页面存档备份，存于）

## 製作團隊
- 出品人：蔡紹中、馬詠睿、趙善意
- 總監製：郭元冲
- 監製：陳振閣、吳年玉、張志群
- 製作人：梁漢輝、林志遠、鄭淑美
- 導演：王麗文、郭春暉、蔣凱宸
- 編劇：藍今翎、連凱鴻、今鞰堂編劇工作室
- 聯合攝製：東映製作有限公司、艾迪昇傳播事業有限公司
- 冠名贊助單位：
  - 中視：瑞春醬油（第4集至第13集）、（第44集至第55集）
  - 我的英雄夢GO（第14集至第23集）
  - 安永鮮物（第24集至第43集）

## 拍攝場景
中華民國雲林縣
- 斗六市
  - 家樂福斗六店
  - 欣雲天然氣
  - 斗六市農會
  - 風尚人文咖啡館
  - 雲中街凹凸咖啡館
  - 斗六市停三立體停車場 信義里集會所
  - 斗六街景
  - 斗六市大學路
- 莿桐鄉
  - 饒平樹仔腳聖諾瑟堂
- 西螺鎮
  - 瑞春醬油觀光工廠
  - 西螺福興宮
  - 日統客運西螺站
- 崙背鄉
  - 千巧谷烘焙坊前
  - 三合院
- 麥寮鄉
  - 雲林縣立麥寮高級中學
- 斗南鎮
  - 斗南車站
  - 松鶴釣蝦場
- 古坑鄉
  - 綠色隧道
  - 劍湖山世界

雲林縣以外場景
- Garmin林口廠

## 外部連結
- 官方网站－中視
- 官方网站－中天[永久]
- 多桑の純萃年代的Facebook專頁

| 中華民國 中視主頻 每週一至週五 20:00 - 21:00 · 10月11日20:30 - 21:00   | 中華民國 中視主頻 每週一至週五 20:00 - 21:00 · 10月11日20:30 - 21:00                    | 中華民國 中視主頻 每週一至週五 20:00 - 21:00 · 10月11日20:30 - 21:00 |
| ---------------------------------------------------------------------- | --------------------------------------------------------------------------------------- | -------------------------------------------------------------------- |
|                                                                        | 多桑の純萃年代特輯 （2016年10月11日） 多桑の純萃年代 （2016年10月12日－2016年12月27日） |                                                                      |
| 美好年代 （2016年7月12日－2016年10月11日）                             | 讓愛飛揚 （2016年12月28日－2017年2月22日）                                              |                                                                      |
| 中華民國 中天娛樂台 每週一至週五 21:00 - 22:00 · 10月11日21:30 - 22:00 |                                                                                         |                                                                      |
| 美好年代 （2016年7月12日－2016年10月11日）                             | 多桑の純萃年代特輯 （2016年10月11日） 多桑の純萃年代 （2016年10月12日－2016年12月27日） | SS小燕之夜 （2016年12月28日－2017年1月2日）                          |